# The Scaffold
The Scaffold est un trio musical britannique.
Originaire de Liverpool, il est principalement actif de 1964 à 1977.
Il est composé du musicien Mike McGear (le frère de Paul McCartney), du poète Roger McGough (en) et de l'artiste comique John Gorman (en).
The Scaffold a eu plusieurs singles à succès dont Thank U Very Much (en) (1967) et Lily the Pink (en) (1968), qui fut adaptée en français et enregistrée la même année par Richard Anthony sous le titre Le Sirop Typhon.